# Grenelefe
Grenelefe est une census-designated place du comté de Polk, dans l'État de Floride, aux États-Unis,. En 2020, elle compte une population de 2 495 habitants.